# Isoperla russevi
Isoperla russevi är en bäcksländeart som beskrevs av Sowa 1970. Isoperla russevi ingår i släktet Isoperla och familjen rovbäcksländor. Inga underarter finns listade i Catalogue of Life.